# Antoine-François Mauduit
Antoine-François Antonowitsch Mauduit (russisch Антуан Франсуа Антонович Модюи; * 10. August 1775 in Paris; † 27. Dezember 1854 ebenda) war ein französisch-russischer Architekt.

## Leben
Mauduits Vater Antoine-René Mauduit (1731–1815) war Professor für Mathematik am Collège Royal und Mitglied der Académie des Beaux-Arts. Während der Revolutionszeit diente Mauduit in der Genietruppe.
1810 ging Mauduit auf Einladung Armand de Caulaincourts nach St. Petersburg, wo er mit Ukas Alexanders I. als Architekt mit Gehalt in das kaiserliche Kabinett aufgenommen wurde. Er reiste nach Griechenland und studierte antike Baudenkmale. Mauduit war Mitglied des Komitees für Bauten und Wasserbauarbeiten in St. Petersburg, das vom Generalinspekteur des Verkehrsingenieurkorps Agustín de Betancourt geleitet wurde und zu dem die Architekten Carlo Rossi, Wassili Petrowitsch Stassow und Andrei Alexejewitsch Michailow sowie die Ingenieure Wilhelm von Traitteur, Pierre-Dominique Bazaine und Andrei Danilowitsch Gotman gehörten. Mauduit wirkte mit seinen Entwürfen an den Planungen für die zentralen Plätze St. Petersburgs mit. Von besonderem Interesse war die Gestaltung der Umgebung des Alexandrinski-Theaters und des Anitschkow-Palais. Entwürfe Mauduits für die Isaakskathedrale wurden von einer speziellen Kommission bei der Kaiserlichen Akademie der Künste geprüft. Mauduit machte Vorschläge für die Sanierung St. Petersburgs, die dann später von Bazaine aufgenommen wurden.

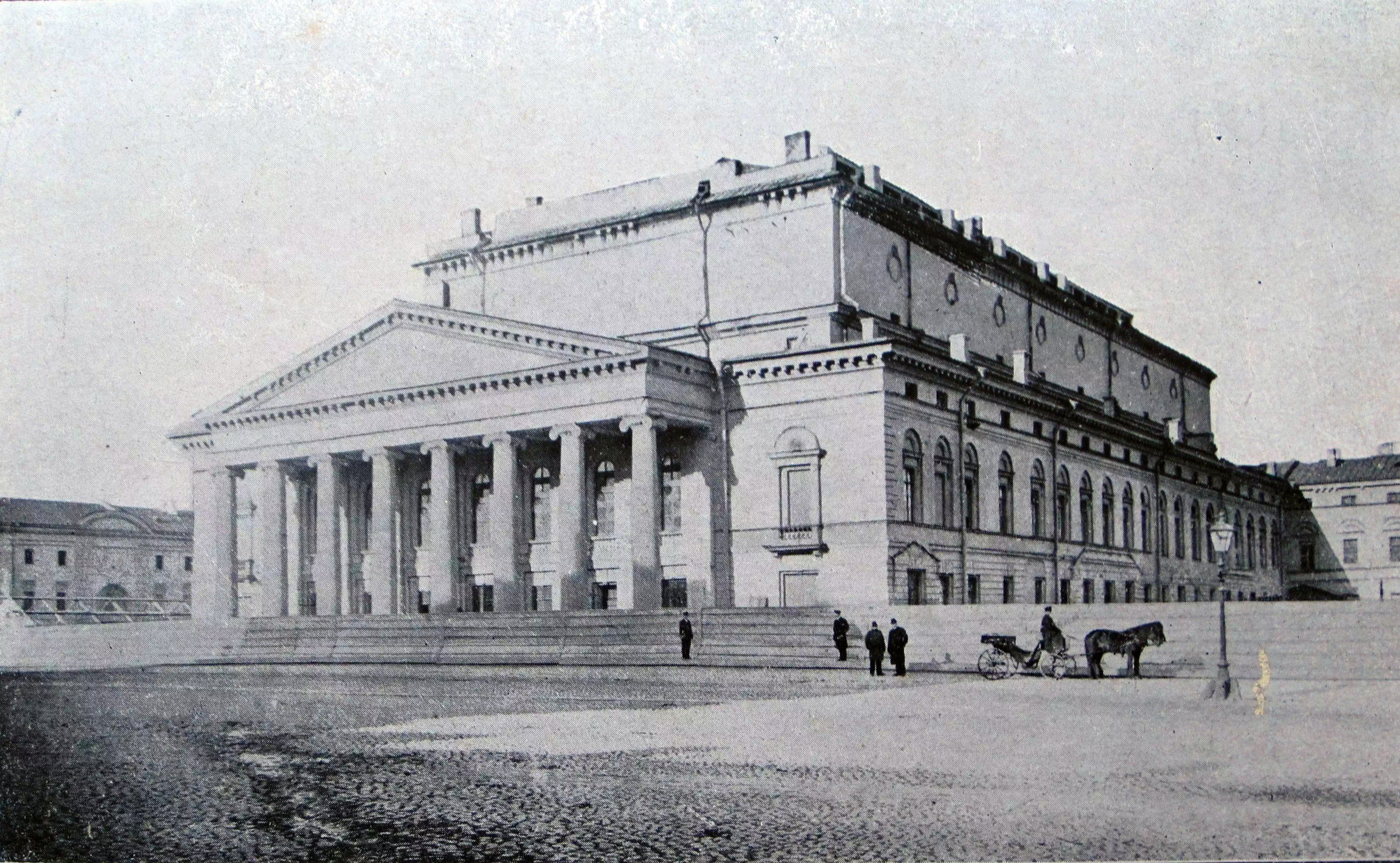
Kamenny-Theater (1886), St. Petersburg

Ein bekanntes Werk Mauduits in St. Petersburg war der Wiederaufbau des von Antonio Rinaldi 1775 gebauten Kamenny-Theaters, das 1805 von Jean-François Thomas de Thomon umgebaut und 1811 abgebrannt war. Mauduit hatte den Ausschreibungswettbewerb gegen Thomas de Thomon und Giacomo Quarenghi gewonnen. Das neue Theater im Stil des Klassizismus wurde 1818 eröffnet. Mauduits Bau wurde  1886 als unsicher bewertet, abgerissen und 1891–1896 von dem Architekten Wladimir Wladimirowitsch Nikolja durch das Sankt Petersburger Konservatorium ersetzt.
1826 ließ sich Maduit aus dem Dienst entlassen, wonach er ein Ruhegehalt erhielt. Er hatte kein Vermögen und kein Landgut erworben und kehrte schließlich nach Frankreich zurück.
1830–1835 war Mauduit Bibliothekssekretär der Académie française in Rom. Er veröffentlichte ein Werk über die Entdeckungen in Troja in zwei Bänden (Paris, 1840–1841) und machte Vorschläge zur Fertigstellung des Palais des Tuileries und des Palais du Louvre. Er verfasste ein Memorandum an den Bürger Bonaparte und die französische Verfassunggebende Versammlung über die Notwendigkeit eines Programms zur Durchführung gesellschaftlich nützlicher Arbeiten (Paris, 1849).